# Bedrock in Concert
Bedrock in Concert es un álbum en vivo de la banda británica de rock progresivo Asia y fue publicado en 2002.  Fue relanzado en 2003 por la misma discográfica.
Este álbum en directo fue grabado durante un concierto que efectuó la banda en 1990, en esta presentación el guitarrista Pat Thrall se unió a la banda para reemplazar a Steve Howe.
La edición original de Bedrock in Concert solo contiene un disco con 13 canciones, mientras que la versión japonesa es un paquete de 2 discos, un disco compacto con 11 temas y un DVD que contiene el concierto en vivo y dos videoclips de las canciones «Praying on a Miracle» y «Kari-Anne», ambos de 1989. Este DVD también incluye un detrás de cámaras del concierto y partes de otras presentaciones.

## Lista de canciones

### Versión original
| Side one |                                |                                            |          |  |
| N.º      | Título                         | Escritor(es)                               | Duración |  |
| 1.       | «Sole Survivor»                | John Wetton / Geoff Downes                 | 5:02     |  |
| 2.       | «Don't Cry»                    | Wetton / Downes                            | 5:51     |  |
| 3.       | «Voice of America»             | Wetton / Downes                            | 3:48     |  |
| 4.       | «Time Again»                   | Wetton / Downes / Carl Palmer / Steve Howe | 4:28     |  |
| 5.       | «Praying for a Miracle»        | Wetton / David Cassidy                     | 5:02     |  |
| 6.       | «The Smile Has Left Your Eyes» | John Wetton                                | 4:08     |  |
| 7.       | «Only Time Will Tell»          | Wetton / Downes                            | 3:00     |  |
| 8.       | «Days Like These»              | Steve Jones                                | 4:49     |  |
| 9.       | «The Heat Goes On»             | Wetton / Downes                            | 3:41     |  |
| 10.      | «Heat of the Moment»           | Wetton / Downes                            | 6:29     |  |
| 11.      | «Open Your Eyes»               | Wetton / Downes                            | 4:16     |  |
| 12.      | «Praying on a Miracle»         | Wetton / Downes                            | 4:41     |  |
| 13.      | «Kari-Anne»                    | Wetton / Downes                            | 6:27     |  |

### Versión japonesa

#### Disco compacto
| Side one |                                |                                 |          |  |
| N.º      | Título                         | Escritor(es)                    | Duración |  |
| 1.       | «Sole Survivor»                | Wetton / Downes                 | 5:02     |  |
| 2.       | «Don't Cry»                    | Wetton / Downes                 | 5:51     |  |
| 3.       | «Voice of America»             | Wetton / Downes                 | 3:48     |  |
| 4.       | «Time Again»                   | Wetton / Downes / Palmer / Howe | 4:28     |  |
| 5.       | «Praying for a Miracle»        | Wetton / David Cassidy          | 5:02     |  |
| 6.       | «The Smile Has Left Your Eyes» | John Wetton                     | 4:08     |  |
| 7.       | «Only Time Will Tell»          | Wetton / Downes                 | 3:00     |  |
| 8.       | «Days Like These»              | Steve Jones                     | 4:49     |  |
| 9.       | «The Heat Goes On»             | Wetton / Downes                 | 3:41     |  |
| 10.      | «Heat of the Moment»           | Wetton / Downes                 | 6:29     |  |
| 11.      | «Open Your Eyes»               | Wetton / Downes                 | 4:16     |  |

#### DVD
| Side one |                        |          |  |
| N.º      | Título                 | Duración |  |
| 1.       | «Praying on a Miracle» |          |  |
| 2.       | «Kari-Anne»            |          |  |
| 3.       | «Concierto en vivo»    |          |  |
| 4.       | «Detrás de cámaras»    |          |  |

## Formación
- John Wetton — voz principal y bajo
- Geoff Downes — teclados y coros
- Carl Palmer — batería
- Pat Thrall — guitarra